# 多花五月茶
多花五月茶（学名：Antidesma maclurei）为大戟科五月茶属下的一个种。

## 扩展阅读
- 維基物種上的相關：多花五月茶